# 立本信吾
立本 信吾（たてもと しんご、1986年3月8日 - ）は、フジテレビのアナウンサー。

## 来歴・人物
京都府京都市出身。
京都教育大学教育学部附属高等学校、慶應義塾大学経済学部経済学科を卒業。
高校時代は野球部に所属していた。
大学在学中は、慶應義塾大学放送研究会と 山本勉強会 に在籍した。テレビ朝日アスク出身。
2009年4月1日入社。
機動戦士ガンダムのファンでプラモを集めたり名台詞を本物なりに再現したりできる。球体ロボット「ハロ」を自分の顔やフジテレビの球体と並ぶようにして撮った写メを宝物にしているほか、ダイバーシティ東京プラザ開業後は広場のガンダム像のさまざまなライトアップを撮影したり、ガンダムショップや7階のガンダムミュージアムによく出向く他、さらには時間あれば秋葉原のガンダムカフェにも顔を出す。
2014年のフェブラリーステークスで競馬のGIレース初実況を果たした。
2015年1月、同期入社のフジテレビ社員と結婚。
趣味は格闘技観戦で、2015年11月8日にラスベガスで行われたボクシングの村田諒太のプロ8戦目、2015年12月29日のIBF世界ライトフライ級タイトルマッチ（ハビエル・メンドーサ VS 八重樫東）の実況を担当した。
2020年9月までスポーツアナウンサーとしての活動が主体だったが、同月28日に伊藤利尋の後任として『とくダネ!』のサブ司会に就任。2021年3月26日の番組終了まではそれに専念。一方で、週末に放送されるスポーツ中継（競馬など）では実況を継続している。

## 出演番組
レギュラー出演番組・キャスター名（地上波）
| 期間                                           | 期間   | 月曜日                                                                       | 火曜日                                                                       | 水曜日                                                                       | 木曜日                                | 金曜日                                                                       | 土曜日                                | 日曜日   |
| ---------------------------------------------- | ------ | ---------------------------------------------------------------------------- | ---------------------------------------------------------------------------- | ---------------------------------------------------------------------------- | ------------------------------------- | ---------------------------------------------------------------------------- | ------------------------------------- | -------- |
| 2010.1                                         | 2010.3 | （なし）                                                                     | （なし）                                                                     | （なし）                                                                     | FNNレインボー発 キャスター            | （なし）                                                                     | （なし）                              | （なし） |
| 2010.4                                         | 2010.6 | （なし）                                                                     | FNNレインボー発 キャスタ                                                     | （なし）                                                                     | （なし）                              | （なし）                                                                     | （なし）                              | （なし） |
| 2010.7                                         | 2010.9 | （なし）                                                                     | FNNレインボー発 キャスタ                                                     | （なし）                                                                     | （なし）                              | （なし）                                                                     | めざましどようび 『ココ調』リポーター | （なし） |
| 2010.10                                        | 2013.3 | （なし）                                                                     | （なし）                                                                     | めざましテレビ 『ココ調』リポーター                                          | （なし）                              | （なし）                                                                     | （なし）                              | （なし） |
| 2013.4                                         | 2015.3 | めざましテレビ スポーツキャスター                                            | めざましテレビ スポーツキャスター                                            | めざましテレビ スポーツキャスター                                            | （なし）                              | （なし）                                                                     | （なし）                              | （なし） |
| 2015.4                                         | 2017.3 | めざましテレビアクア メーンキャスター直撃LIVE グッディ! フィールドキャスター | めざましテレビアクア メーンキャスター直撃LIVE グッディ! フィールドキャスター | めざましテレビアクア メーンキャスター直撃LIVE グッディ! フィールドキャスター | めざましテレビアクア メーンキャスター | めざましテレビアクア メーンキャスター直撃LIVE グッディ! フィールドキャスター | （なし）                              | （なし） |
| 2017.4                                         | 2018.3 | めざましテレビ スポーツキャスター直撃LIVE グッディ! フィールドキャスター     | 直撃LIVE グッディ! フィールドキャスター                                      | 直撃LIVE グッディ! フィールドキャスター                                      | めざましテレビ スポーツキャスター     | めざましテレビ スポーツキャスター直撃LIVE グッディ! フィールドキャスター     | （なし）                              | （なし） |
| 2018.4                                         | 2019.3 | めざましテレビ スポーツキャスター直撃LIVE グッディ! フィールドキャスター     | 直撃LIVE グッディ! フィールドキャスター                                      | 直撃LIVE グッディ! フィールドキャスター                                      | （なし）                              | めざましテレビ スポーツキャスター直撃LIVE グッディ! フィールドキャスター     | （なし）                              | （なし） |
| 2019.4                                         | 2020.9 | 直撃LIVE グッディ! フィールドキャスター                                      | 直撃LIVE グッディ! フィールドキャスター                                      | 直撃LIVE グッディ! フィールドキャスター                                      | （なし）                              | 直撃LIVE グッディ! フィールドキャスター                                      | （なし）                              | （なし） |
| 2020.10                                        | 2021.3 | 情報プレゼンター とくダネ! サブ司会1                                         | 情報プレゼンター とくダネ! サブ司会1                                         | 情報プレゼンター とくダネ! サブ司会1                                         | 情報プレゼンター とくダネ! サブ司会1  | 情報プレゼンター とくダネ! サブ司会1                                         | （なし）                              | （なし） |
| 2021.4                                         | 2021.6 | FNN Live News days キャスター                                                | FNN Live News days キャスター                                                | （なし）                                                                     | （なし）                              | （なし）                                                                     | （なし）                              | （なし） |
| 2021.7                                         | 2022.3 | FNN Live News days キャスター                                                | FNN Live News days キャスター                                                | FNN Live News days キャスター                                                | （なし）                              | （なし）                                                                     | （なし）                              | （なし） |
| 2022.4                                         | 現在   | （なし）                                                                     | （なし）                                                                     | FNN Live News days キャスター                                                | FNN Live News days キャスター         | FNN Live News days キャスター                                                | （なし）                              | （なし） |
| 備考 - 1伊藤利尋の後任。山﨑夕貴と共同で担当。 |        |                                                                              |                                                                              |                                                                              |                                       |                                                                              |                                       |          |

### その他
- みんなのKEIBA（週替わり実況（週替わり））
- プロ野球ニュース（日替わり試合結果報告キャスター、2021年4月 - ）
- スポーツ中継（野球・サッカー・バスケットボール・バレーボール・競馬・柔道など）
- はねるのトびら「実録スケバン物語 虻川先輩の呼び出し」（2009年6月24日）
- アナ★バン!（2009年7月5日、9月以降不定期）
- フジアナスタジオ まる生2009（フジテレビONE、2009年7月18日、8月8日）不定期出演
- FNNスピーク お台場合衆国2009レポート
- スパイスTV どーも☆キニナル!（2009年7月30日、7月31日、8月6日、2009年8月7日、8月12日、8月19日）お台場合衆国2009レポート
- FNNスーパーニュースWEEKEND（2009年9月12日、9月13日、11月28日、11月29日）榎並大二郎代理スポーツキャスター
- スパイスTV どーも☆キニナル! 楠田枝里子のいいものプレミアム（2009年9月28日 - 2010年3月26日）
- BSフジLIVE プライムニュース（2010年4月6日 -、火曜日のグローバルニュース担当）
- 笑っていいとも!（2011年2月24日、テレフォンアナウンサー）
- めざましテレビ
  - 全国のお天気（5時台後半） - (2015年9月28日 - 2016年4月1日)
  - めざましストレッチ（6:32頃） - （2016年4月7日 - 2016年6月）
  - 伊野尾慧のいのお飯（5時台後半） - （2016年7月 - 2018年3月）
  - 「MORE SEVEN」（2016年7月 - 2016年9月） - 不定期で実況担当。
- VS嵐
  - （2016年6月30日、『VS嵐特別編 BABA嵐』の天の声を担当）
  - （2016年11月17日・2016年12月8日・2017年1月26日・2017年2月16日・2017年3月2日・2017年3月16日、フジテレビの男性アナウンサーによる週替わりでの5代目天の声とナレーションを担当）3月23日ではゲスト出演。
    - 3rdゲーム『ピンボールランナー』では走りながら自分で実況した。
- SWALLOWS BASEBALL L!VE
- S-PARK（2021年11月27日・2022年3月19日・6月19日・7月24日・12月18日深夜、ニュースキャスター）
- 2022年・福島県沖地震・速報特番フィールドキャスター（2022年3月16日）
  - 倉田大誠・榎並大二郎・木村拓也・海老原優香と共同で担当。
- ポップUP!（2022年8月22日、渡辺和洋不在時のVTRコーナー出演）
- ジャンクSPORTS（2023年4月1日 -）ナレーション

## 競馬GI実況歴
日本国内
- フェブラリーステークス（2014年〜2015年）
- 皐月賞（2024年～）
- NHKマイルカップ（2016年〜2017年、2019年）[3]
- ヴィクトリアマイル（2018年、2020年）[4]
- 優駿牝馬（2019年、2021年〜2023年）※自身にとって初めてのクラシック競走実況。2023年の同競走ではリバティアイランドの牝馬による2冠達成に立ち会い、ゴール後に同馬の父であるドゥラメンテになぞらえて、「これほどまでに強いのか!」とコメントしている。ちなみにこの「これほどまでに強いのか!」は、ドゥラメンテが2015年に皐月賞を制した時に当時の先輩である吉田伸男（同年8月にフジテレビを退社し2017年よりフリーへ転身）が発したものである。
- 安田記念（2020年）
- スプリンターズステークス（2016年〜2017年）[5]
- 天皇賞・秋（2018年、2022年〜）[6]

社名競走（フジテレビ賞）
- スプリングステークス（2018年）

海外
- ドバイターフ（2017年）
- ドバイワールドカップ（2017年）
- 香港ヴァーズ（2018年〜2019年）
- 香港スプリント（2018年、2024年）
- 凱旋門賞（2022年）

## 同期入社
- 松村未央 - 陣内智則夫人
- 山中章子
- 福井慶仁 - 同期入社では最年長のため、立本は「福井お兄さん」と呼んでいる（かつての上司だった福井謙二と区別するため）。

## 脚註
1. ↑  “組織図”. フジテレビ. (2021年7月1日) 2022年6月4日閲覧。
2. ↑  フジ・立本アナ結婚　同期入社の女性と デイリースポーツ（2015年1月8日）
3. ↑  競馬BEAT【「NHKマイルC」桜のリベンジに燃える怪物少女!】 ヤフーテレビ、2016年5月6日閲覧
4. ↑  競馬BEAT【『ヴィクトリアマイル(GI)』GI馬6頭が集結!春の女王決定戦】 ヤフーテレビ、2018年5月10日閲覧
5. ↑  競馬BEAT【スプリンターズS(GI)短距離界絶対王者誕生の瞬間を見逃すな!】 ヤフーテレビ、2016年9月29日閲覧
6. ↑  競馬BEAT【天皇賞(秋)GI馬7頭!超ハイレベル最強決定戦▽麒麟川島本命は?】 ヤフーテレビ、2018年10月26日閲覧